# ウィリアム・アロル

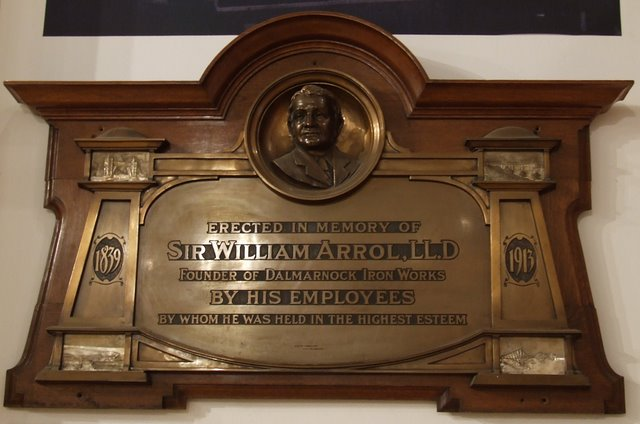
サー・ウィリアム・アロルの記念碑、グラスゴーの博物館ピープルズ・パレスでの展示

サー・ウィリアム・アロル（Sir William Arrol、1839年2月13日 - 1913年2月20日）は、スコットランド出身の土木技術者、橋梁建造者、また自由統一党の政治家。1839年、紡績工の息子としてレンフルーシャー州ヒューストンで生まれ、僅か9歳で綿糸工場で働き始めた。13歳までに鍛冶工としての訓練を開始し、機械工学と水力学を学ぶため夜学に通った。1863年グラスゴーの橋梁製作会社に就職したが、1872年までにダルマーノックの町の東はずれに自身の鉄工所ダルマーノック・アイアン・ワークス(Dalmarnock Iron Works)  を立上げた。1870年代末、彼は国際的な土木ビジネスを主導するサー・ウィリアム・アロル・アンド・カンパニー  (以下「アロル社」)の設立に至った。

## テイ鉄道橋

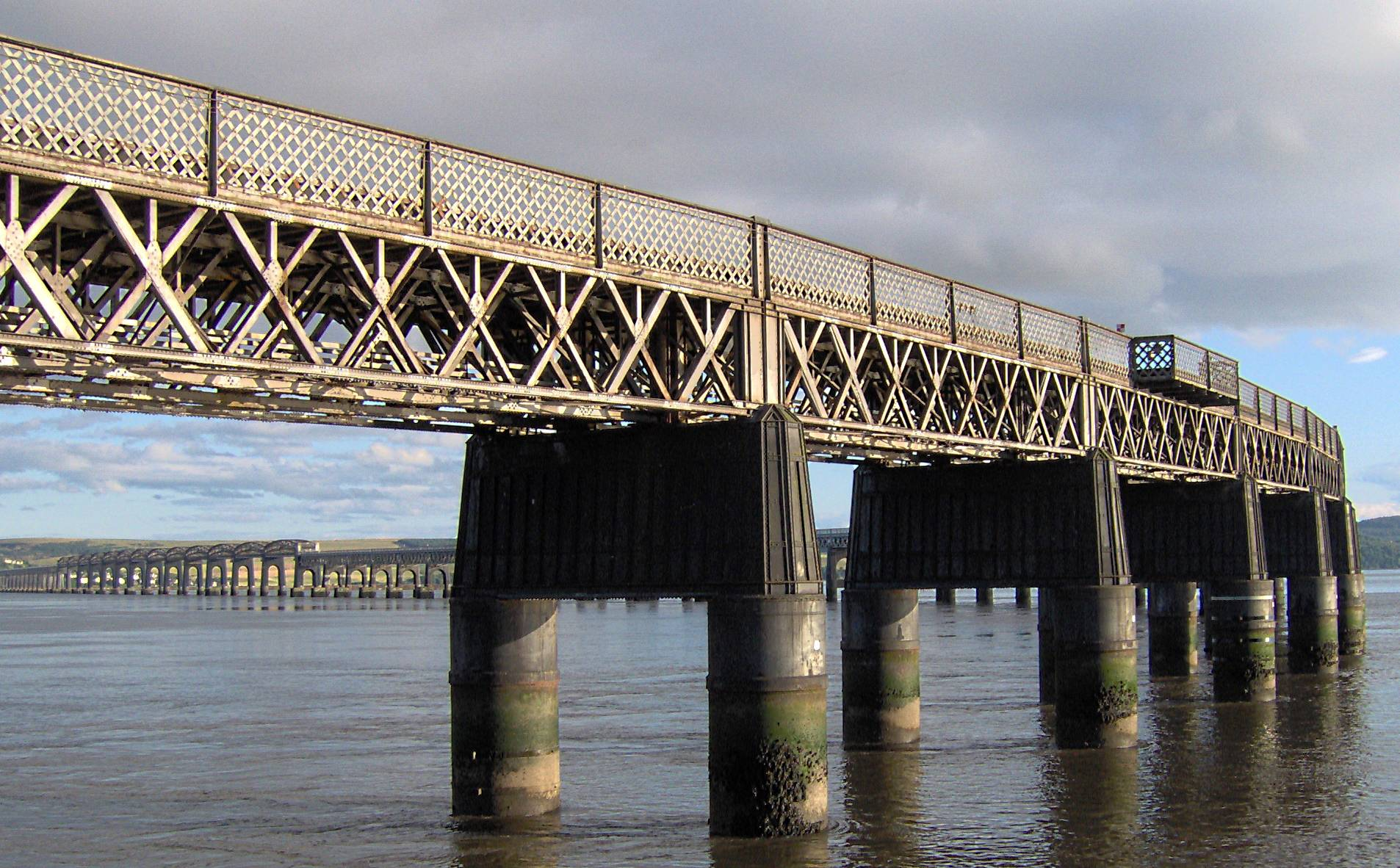
テイ鉄道橋。ダンディーの町からの眺め

1878年、彼はクライド川に架けるカレドニアン鉄道橋を落札した。1882年、テイ鉄道橋(Tay Rail Bridge)の再建契約が与えられた。初代テイ鉄道橋は1879年に崩落事故を起こしていた。会社はフォース鉄道橋の建設を開始し、1890年に完成した。その時点でテイ鉄道橋とフォース鉄道橋は、それぞれのタイプとして世界最大であった。これらの橋は単にサイズのみならず、フォース鉄道橋での鋼鉄の使用、リベット接合法(アロル社が開発した橋桁(girder)同士を接合する技法)など技術面でも卓越していた。

## フォース鉄道橋

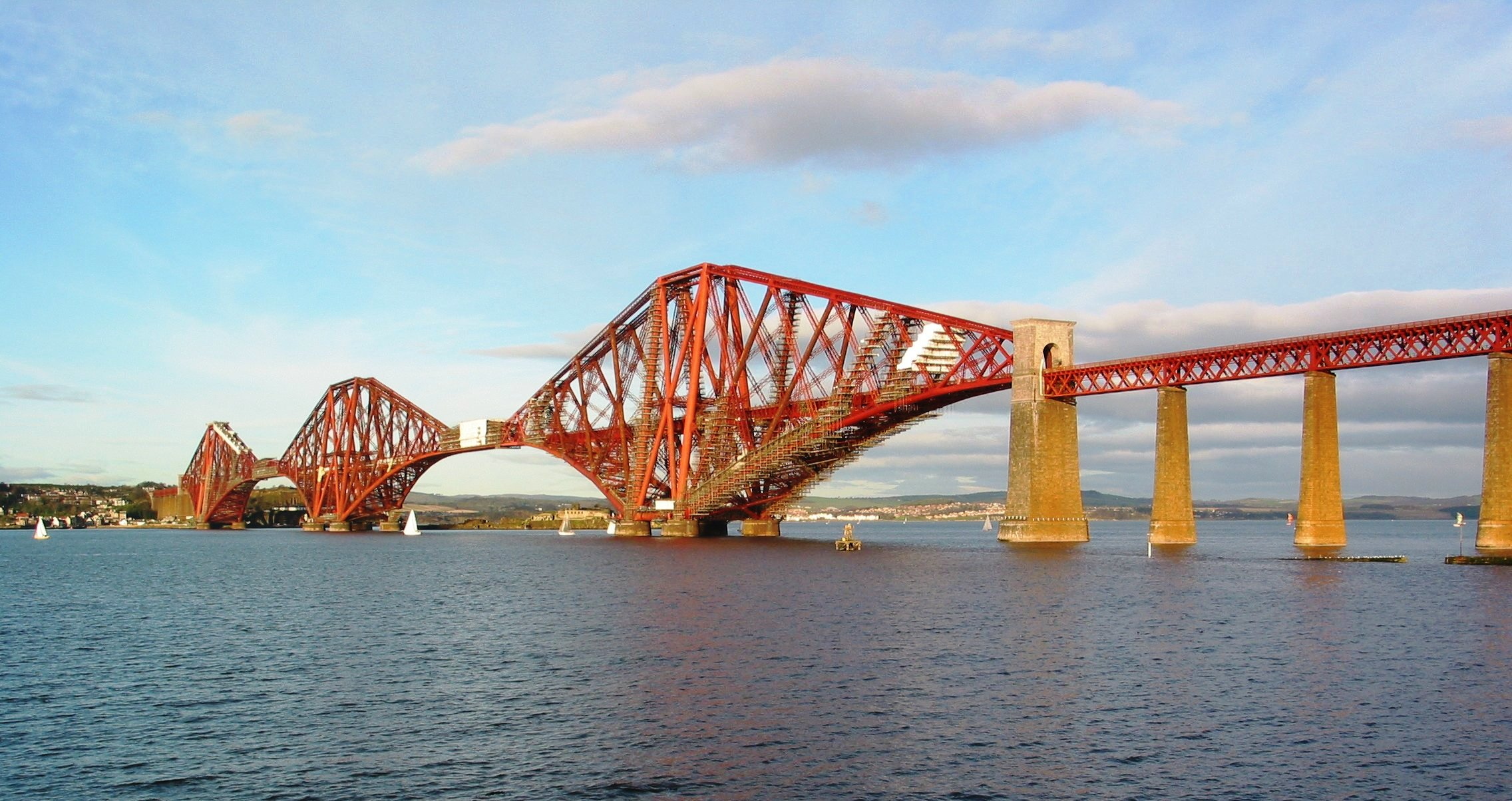
フォース鉄道橋

フォース鉄道橋は今日においてさえ、工学的な驚異であると看做されている。長さ2.5キロメートルであり2本の鉄道線を満潮水位の上46メートルまで持ち上げている。橋は2つの主スパン(長さ520メートル)と 2つの副スパン(side span；206メートル)およびアプローチ・スパン(51メートルが15、7.6メートルが5つ)から成る。それぞれの主スパンは2つのカンチレバー(片持ち梁)の腕(210メートル)がその間の橋桁(110メートル)を支える桁橋である。巨大な3つの4塔カンチレバー構造(four-tower cantilever structures)は高さ104メートルであり、独立の基礎上の4つの橋脚(各々の直径21メートル)で支持されている。基礎の南側のグループは水深27メートルに圧縮空気下でケーソンとして建設されねばならなかった。ピーク時にはおよそ4,600人の労働者が建設に携わった。当初は犠牲者57名とされたが、後に地元の歴史家によって広範な調査が行われ犠牲者数は98名に改められた。トーマス・バウチが設計した初代テイ鉄道橋を下敷きにした当然の結果であるが、テイ鉄道橋とフォース鉄道橋は高い安全係数で知られる。両橋は近年(2008年)改修された。

## ロンドン・タワーブリッジ

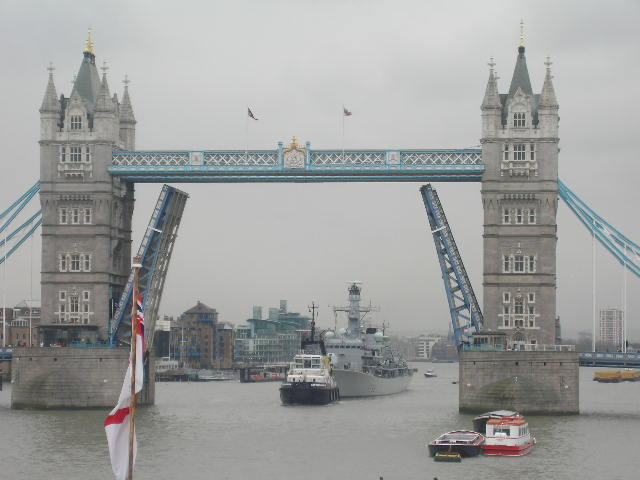
フリゲートノーサンバーランド (F238)の通過のために開いたタワーブリッジ

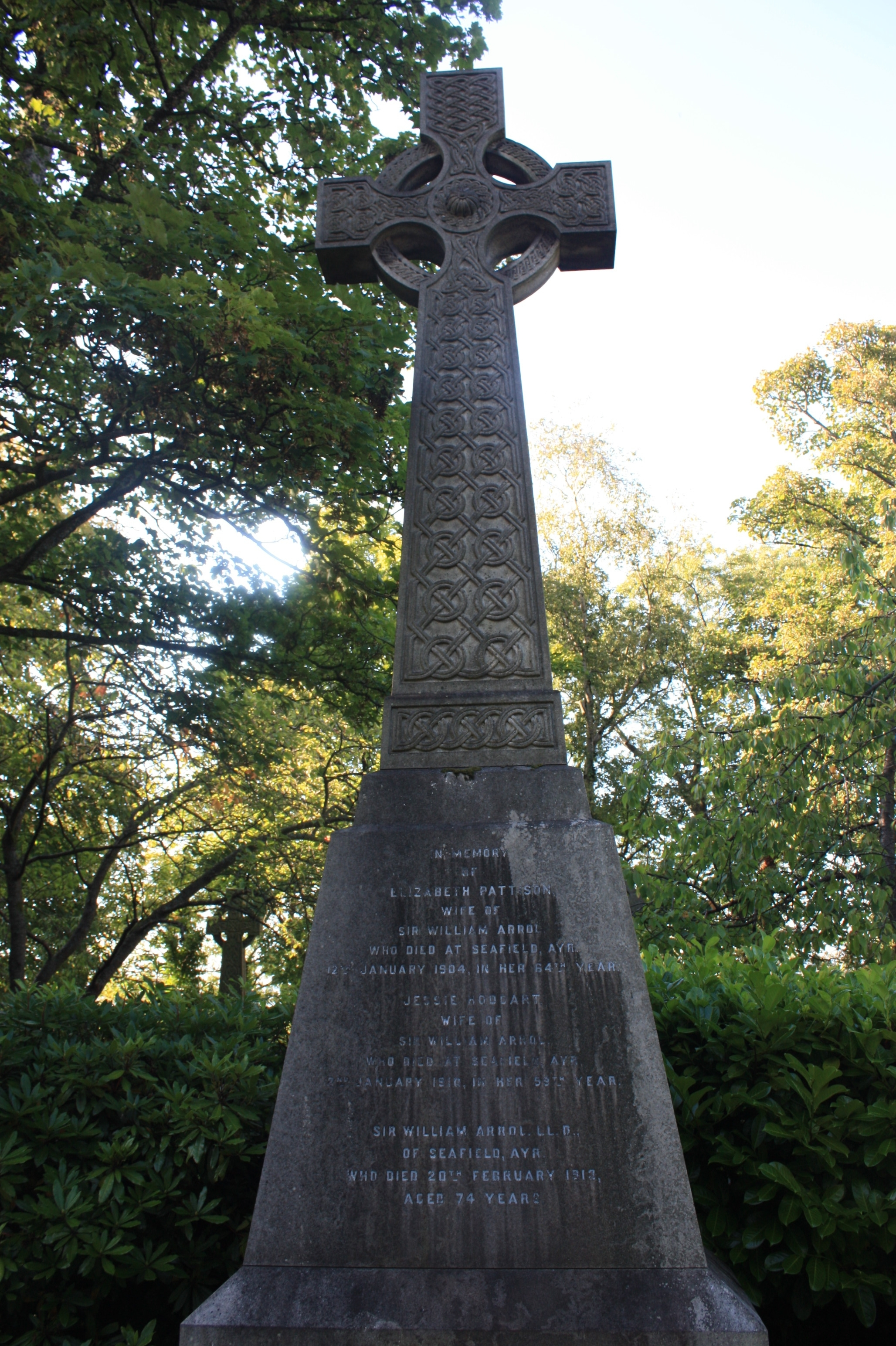
ペイズリーのウッドサイド墓地にあるサー・ウィリアム・アロルの墓

その後建設した有名な橋としては1894年竣工のロンドンタワーブリッジがある。建設工事は1886年に始まり5つの主要契約者で8年を要した。主要契約者の内訳はサー・ジョン・ジャクソン(基礎工事)、 アームストロング男爵 (水力)、	ウィリアム・ウェブスター、 サー・ハーバート・ヘンリー・バートレットおよびサー・ウィリアム・アロル・アンド・カンパニーの5社である。432名の建設作業員を雇用していた。E W クラットウェル(E W Crutwell)が建設工事の常駐技術者（resident engineer）だった。70,000トン以上のコンクリートを使った2つの巨大な橋脚が橋全体を支えるために川床に埋め込まれた。11,000トン以上の鋼鉄が主塔と歩道の骨格を作り上げている。その後、橋はコーンウォール産の花崗岩とポートランド石(石灰岩の一種)で飾られた。それらの石は内部の鋼構造を保護し、橋に心地よい外観を与えている。

## その他の諸橋
アロルはまたエジプトのナイル橋 、オーストラリアのホークスベリ橋 、リンカーンシャーのキードビー橋も建設した。現存するが危機に晒されているウォーリントン・トランスポーター橋もまたアロルが建設したものである。

## アロル・ガントリー

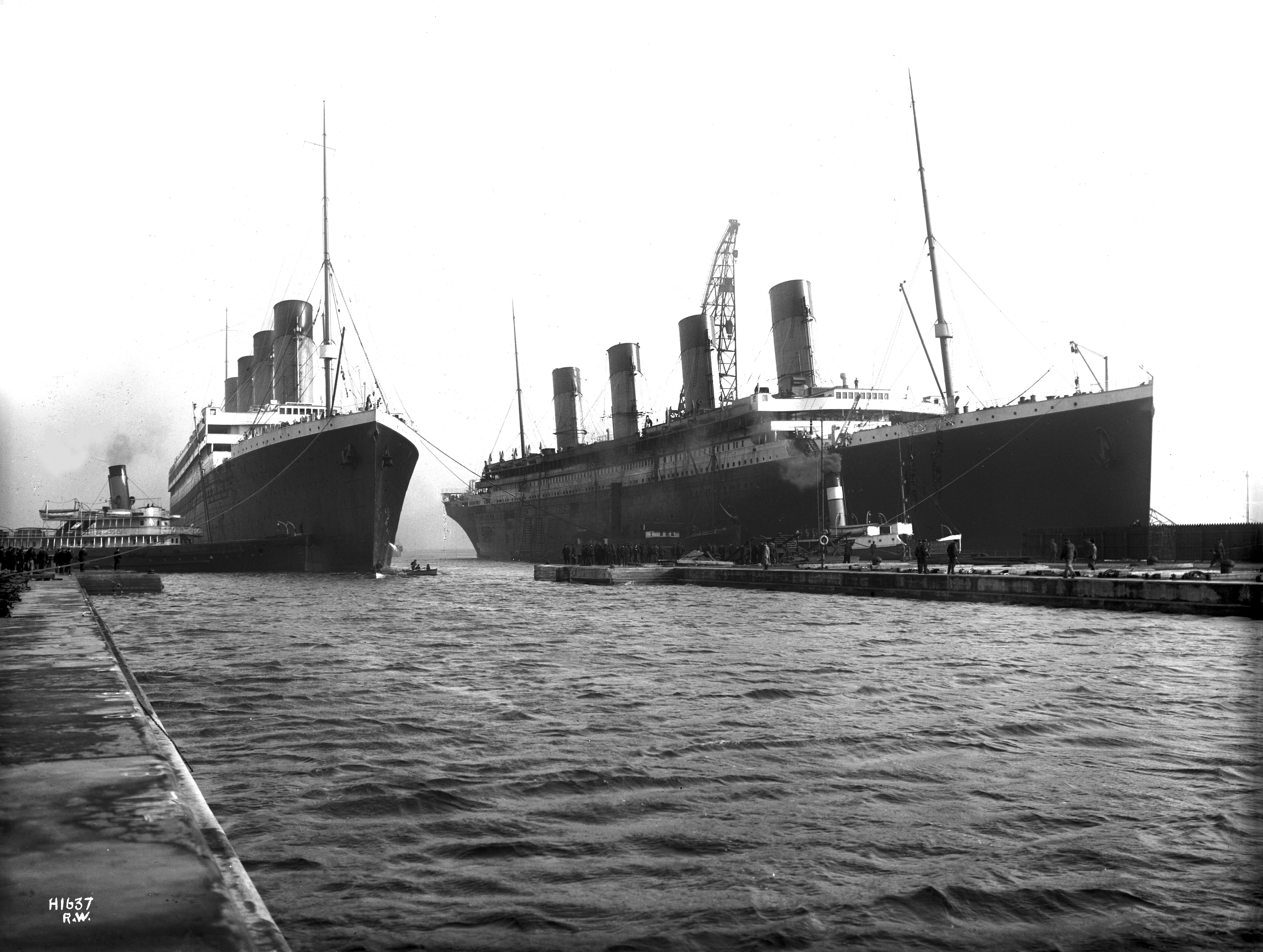
1912年3月6日:タイタニック号(右)は乾ドックから外へ移動せねばならなくなった。スクリューを失った姉妹船オリンピック号の修理のため入換えを余儀なくされた。

アロル社はベルファストの造船所ハーランド・アンド・ウルフから大規模なガントリークレーン(アロル・ガントリー(Arrol Gantry)として知られる)を受注した。アロル・ガントリーは3隻の新型客船の建造用であったが、その内の1隻はタイタニック号(RMS Titanic)だった。船自体と同様、アロル・ガントリーは運搬橋との比較で当時世界最大(長さ、高さおよび運搬能力)の建造物の1つだった。

## その他の経歴
アロルは1890年、ナイト(Knight Bachelor)に叙爵された。1895年英国普通選挙でサウス・エアシャー選挙区から自由統一党の国会議員(Member of Parliament: MP)に選任され、その後1906年まで務め上げた。1895年から1897年の間、アロルはスコットランド技術者造船事業者協会の会長を務めた。
アロルは晩年、エア近くのシーフィールドにあった屋敷で過ごし、その地で1913年2月20日に亡くなった。彼はペイズリーのウッドサイド墓地に埋葬された。彼の会社サー・ウィリアム・アロル・アンド・カンパニーは彼の死後1969年にエンジニアリング企業であるクラーク・チャップマンに買収されるまで事業を継続した。2013年、アロルはスコットランド工学殿堂から4人の先駆者の1人として選ばれた。

## 参考および脚注
- Peter R. Lewis, Beautiful Railway Bridge of the Silvery Tay: Reinvestigating the Tay Bridge Disaster of 1879, Tempus, 2004, ISBN 0-7524-3160-9.
- Charles McKean Battle for the North: The Tay and Forth bridges and the 19th century railway wars Granta, 2006, ISBN 1-86207-852-1
- John Rapley, Thomas Bouch : the builder of the Tay Bridge, Stroud : Tempus, 2006, ISBN 0-7524-3695-3
- PR Lewis, Disaster on the Dee: Robert Stephenson's Nemesis of 1847, Tempus Publishing (2007) ISBN 978-0-7524-4266-2

1. ↑  訳注: 旧姓で記載した。根拠は墓碑による
2. ↑  訳注: National Library of Scotland 所収 グラスゴーの古地図　New plan of Glasgow with Suburbs from Ordnance and Actual surveys, Constructed for the Post Office Directory 1888  に基づくダルマーノック・アイアン・ワークスの位置を示す北緯55度50分44秒 西経4度12分58秒 / 北緯55.845657度 西経4.215977度
3. ↑  訳注: 社名における称号Sirはウィリアムが1890年にナイトに叙されて以降、付されたと考えるべきであるが、言及がなく分からない。
4. ↑  訳注: 詳細不詳。1933年開通のQasr al-Nil Bridgeの記事には前代の橋を架け換えたとあるので、この前代の橋を指している可能性がある。
5. ↑  訳注: 主契約者はニューヨークにあったユニオン・ブリッジ・カンパニー（英語版）。
6. ↑  訳注: 原文に "on the north side of the main-east west path on the crest of the hill" とある。ウッドサイド墓地内の墓石の位置を示したものであるが、重要性の観点から訳出せず脚注に移した
7. ↑  http://www.engineeringhalloffame.org/listing-4.html